# Plagiothecium sandbergii
Plagiothecium sandbergii là một loài rêu trong họ Plagiotheciaceae. Loài này được Renauld & Cardot mô tả khoa học đầu tiên năm 1895.
Danh pháp khoa học của loài này chưa được làm sáng tỏ. 